# Адерманис, Имантс
И́мантс А́дерманис (латыш. Imants Adermanis; 10 августа 1930 — 26 июня 1996) — советский и латвийский актёр, режиссёр и театральный педагог.

## Биография
Имантс Адерманис родился 10 августа 1930 года в Риге, в рабочей семье. Отец работал шофёром, мать — швеёй.
Окончил 11-ю Рижскую среднюю школу и актёрское отделение театрального факультета Латвийской государственной консерватории им. Я. Витола (1956). Учился на филологическом факультете Латвийского государственного университета (1949—1952).
Работал диктором Латвийского радио (1950—1953), актёром Художественного театра им. Я. Райниса (1956—1958) и Драматического театра им. А. Упита (Национального театра, 1958—1993), руководителем драматического кружка Латвийского государственного университета (1965—1971), педагогом (1971—1992) и заведующим театральной кафедрой Латвийской государственной консерватории им. Я. Витола (1973—1986).
Был женат в первом браке на киноредакторе Айне Адермане, во втором — на актрисе Расме Роге, в третьем — на работнике культуры Лаймдоте Адермане.
Умер в Риге 26 июня 1996 года. Похоронен на Лесном кладбище.

## Творчество

### Роли в театре

#### Художественный театр им. Я. Райниса
1. 1956 — «Вечно живые» Виктора Розова — Борис
2. 1957 — «Вей, ветерок» Райниса — Улдис

#### Драматический театр им. А. Упита (Национальный театр)
1. 1959 — «Плот Медузы» Жана Гривы — Клав
2. 1960 — «Иркутская история» Алексея Арбузова — Сергей
3. 1961 — «Он сказал — нет» А. Хеллана — Фрэнк Уоррен
4. 1962 — «Мне тридцать лет» Петериса Петерсона — Каспарс
5. 1963 — «Маленькие трагедии» А. С. Пушкина — Дон Хуан
6. 1963 — «Три товарища» по роману Эриха Мария Ремарка — Роберт Локамп
7. 1965 — «Трёхгрошовая опера» Бертольта Брехта — Макхит
8. 1967 — «Чёртов кряж» Эгона Ливса — Андрейс
9. 1968 — «Электра» Софокла — Орест
10. 1969 — «Дни портных в Силмачах» Рудольфа Блауманиса — Дударс
11. 1970 — «Однажды, в новогоднюю ночь…» Эмиля Брагинского и Эльдара Рязанова — Лукашин
12. 1973 — «Тёплая, симпатичная ушанка» Хария Гулбиса — Мадарс
13. 1975 — «Федра» Жана Расина — Тесей
14. 1978 — «Голодранцы — аристократы» Эдуардо Скарпетта — Бетина
15. 1981 — «Ревизор» Н. В. Гоголя — Городничий
16. 1982 — «Чудесные похождения старого Тайзеля» Маргера Зариньша — Тайзель
17. 1983 — «Альберт» Хария Гулбиса — Гаэтано
18. 1985 — «Времена землемеров» Рейниса и Матиса Каудзит — Павулс
19. 1991 — «Приблудившийся котёнок» Я. Петерсона — Брувер
20. 1991 — «Проделки Скапена» Мольера — Жеронт
21. 1992 — «Беден, как церковная мышь» Л. Фодора — Фридрих Талгейм
22. 1993 — «Круг» Сомерсета Моэма — Клайв

### Режиссёрские работы

#### Национальный театр
1. 1976 — «Пиросмани, Пиросмани, Пиросмани…» Вадима Коростылёва
2. 1990 — «Проделки Скапена» Мольера
3. 1991 — «Лиса и виноград» Гильермо Фигейреду
4. 1993 — «Проказник» Карло Гольдони

### Фильмография
1. 1967 — В предрассветной дымке — Эрнест
2. 1971 — Последний рейс «Альбатроса» — Вилли Мессершмитт
3. 1971 — Наследники военной дороги
4. 1972 — Афера Цеплиса — Зутис
5. 1973 — Шах королеве бриллиантов — прокурор
6. 1973 — Ключи от города — Грава
7. 1974 — Ответная мера — Гофман
8. 1977 — Отблеск в воде
9. 1977 — Мальчуган
10. 1985 — Проделки сорванца — хозяин